# شمیدهاوزن
شمیدهاوزن (به آلمانی: Schmiedehausen) یک شهر در آلمان است که در تورینگن واقع شده‌است. شمیدهاوزن ۴۳۷ نفر جمعیت دارد.